# 姆林齊
49°29′15″N 25°20′18″E / 49.48750°N 25.33833°E
姆林齊（烏克蘭語：Млинці ）是烏克蘭的村落，位於該國西部捷爾諾波爾州，由捷尔诺波尔区負責管轄，處於斯特里帕河畔，距離戈羅季謝1公里，面積0.04平方公里，2001年人口75。